# Praguerie

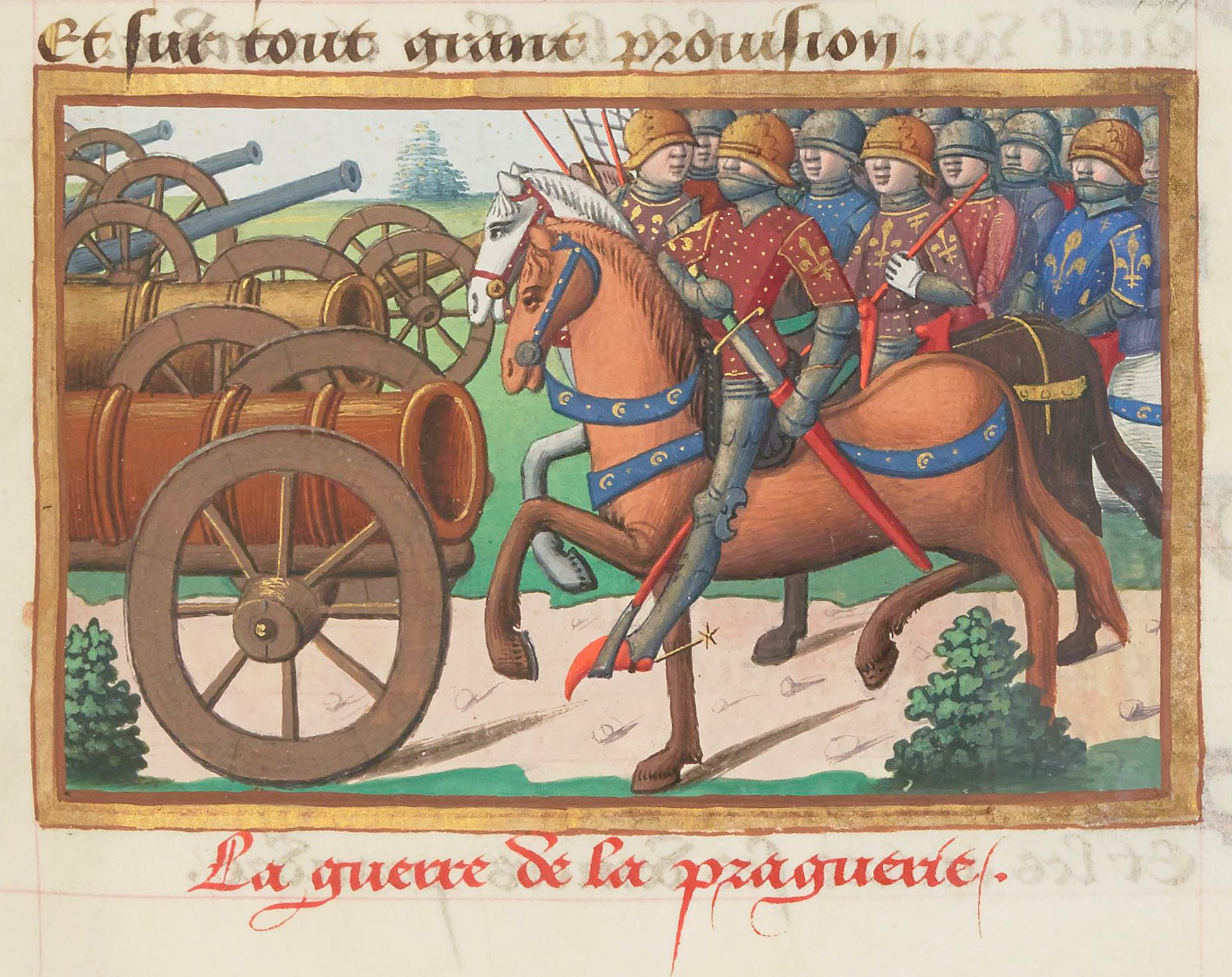
Praguerie 1440 (Vigiles du roi Charles VII)

Praguerie (französisch, sprich prag’rih) wird ein Aufstand des französischen Adels unter der Führung der großen Vasallen genannt, der 1440 gegen die Militärreformen des Königs Karl VII. von Frankreich losbrach. Der Name Praguerie stammt von den Prager Hussitenaufständen 1419, mit denen das Volk diese Vorgänge im eigenen Land verglich.
Die Opposition, zu der auch der Dauphin, der spätere König Ludwig XI., gehörte, entstand aus diffuser Unzufriedenheit des hohen Adels. Eines der dem Aufstand vorhergehenden Ereignisse war die Verschwörung der Fürsten Johann II. von Alençon, Johann IV. von Armagnac und Karl I. von Bourbon, die das Ziel hatte, zwei Berater des Königs, Karl I. von Maine und Arthur von Richemont auszuschalten. Die Verschwörung wurde entdeckt und blieb ohne Folgen.
Im Oktober 1439 forderten die in Orléans versammelten Generalstände, dass dem Treiben der Écorcheurs ein Ende gesetzt werde – demobilisierten Söldnern, die das Land plünderten und verwüsteten. Am 2. November antwortete Karl VII. durch eine Heeresreform, die von den Fürsten zurückgewiesen wurde, zum einen, weil durch die Schaffung eines stehenden Heeres, der sogenannten Ordonnanzkompanien, in die Vorrechte des Adels eingegriffen wurde, zum anderen, weil sie selbst viele dieser Söldner für eigene Interessen einsetzten, und dem König und Richemont kein militärisches Monopol überlassen wollten. Zu den ersten Unzufriedenen gesellten sich andere große Barone, Georges de La Trémoille, persönlicher Gegner Richemonts, den er 1433 bereits zu ermorden versucht hatte, und Jean de Dunois, der Bastard von Orléans, der fürchtete, dass der König bei seinen Verhandlungen mit den Engländern nicht die Freilassung seines Halbbruders Karl von Orléans erreichen würde.
Im Februar 1440 gewann Johann von Alençon den Dauphin für den Plan, den König unter Vormundschaft zu stellen, Ludwig die Befehlsgewalt zu übergeben und Richemont abzusetzen. Ludwigs Verrat erklärt sich durch die Weigerung Karls, seinem Sohn eine Apanage oder ein zu verwaltendes Gebiet zu überlassen. Die Verschwörer griffen zu den Waffen, die Reaktion des Königs erfolgte umgehend. Die Fürsten mussten das Poitou aufgeben, von wo aus sie losgeschlagen hatten, und sich ins Bourbonnais flüchten. Der dortige Adel verweigerte ihnen die Gefolgschaft und die Städte der Auvergne schlossen vor ihnen die Tore. Im Juli war ihr Aufstand gescheitert und sie unterwarfen sich und wurden begnadigt. Sie erhielten Pensionen, auch seine eigenen Verbündeten belohnte der König, und der Dauphin Ludwig schließlich erhielt das Amt des Gouverneurs der Dauphiné.